# Кывылджимлы, Хикмет
Хикмет Кывылджимлы (тур. Hikmet Kıvılcımlı, также — Кывылджымлы, 1902, Приштина — 11 октября 1971, Белград) — турецкий коммунист, писатель

 и переводчик, основатель партии «Родина» (тур. Vatan Partisi).

## Биография
Изучал медицину в военном училище в Стамбуле. Вступил в Коммунистическую партию Турции в начале 1920-х. В 1925 году был избран в ЦК партии. Но арестован и приговорен к тюремному заключению на 10 лет, однако, спустя один год помилован по общей амнистии. В конце 1929 года вновь арестован. Содержится в заключении до 1932 года. В тюрьме пишет множество теоретических статей и брошюр, делает переводы некоторых трудов Карла Маркса и публикует их в виде брошюры «Библиотека марксизма» (тур. Marksizm Bibliyotegi) в издательстве, которое он основывает по выходу из тюрьмы. Но в 1938 году его работы были обнаружены среди студентов военного училища, после чего он был приговорен к 15 годам тюремного заключения вместе с Назымом Хикметом. Подвергаясь частым арестам и тюремным заключениям (1925, 1927, 1929, 1934, 1938—1950), в сумме проводит двадцать лет своей жизни в тюрьме.
В 1950-х годах подверг критике КПТ за её аморфную позицию и в 1954 году основал партию «Родина», которая была запрещена в 1958 году. После военного переворота 1960 года основал газету «Социалист» (тур. Sosyalist) и пытался объединить все революционные силы. После очередного государственного переворота, в 1971 году, скрываясь от преследования со стороны военных, бежал на Кипр, и через Сирию — в Югославию, где умер от рака в 1971 году.